# Kilcormac
Kilcormac (irisch Cill Chormaic, „Cormacs Kirche“) ist ein Dorf (Village) im County Offaly im Zentrum der Republik Irland. Bei der Volkszählung 2022 lebten in Kilcormac 1051 Personen.

## Der Ort
Kilcormac liegt im westlichen Zentrum des County Offaly am River Silver. Durch die Siedlung führt die N52 von Tullamore nach Birr. Im Ortszentrum zweigt die R437 ab. Im Norden liegt ein großes Moorgebiet, in dem Torf abgebaut wird.

## Geschichte
Vor der Unabhängigkeit Irlands wurde der Ort mit Frankford (freie Furt) bezeichnet. Der moderne Ortsname geht auf den Heiligen Cormac Ua Liatháin zurück. Der Legende nach soll er eine Kirche am River Silver errichtet haben. 
In Kilcormac befand sich ein Kloster der Karmeliten. Auf das Jahr 1300 wird ein Manuskript aus dem Kloster von Kilcormac datiert, das sich heute im Museum der Royal Irish Academy befindet. 
Um 1650 wurden die Kirchen von Kilcormac und Ballyboy durch die Truppen Oliver Cromwells zerstört. Ab dem 18. Jahrhundert verlagerte sich das regionale wirtschaftliche Zentrum von Ballyboy nach Kilcormac.
Die heutige katholische Kirche steht an der Stelle der früheren Kirche.